# 源簾子
源 簾子（みなもと の れんし/やすこ、生没年不詳）は、平安時代の女性。中宮女房・女官。大納言の君とも。

## 略歴
『御産部類記』後一条院条『不知記』Bに「以源廉子<左大弁扶義朝臣女子也>奉仕御迎湯」とあることから、早世した源時通が実父で、その異母兄である源扶義の養女になったとされる。実父とされる源時通は藤原道長の嫡妻・源倫子の同母弟にあたるため、藤原彰子は従姉ということになる。
『栄華物語』巻八「はつはな」によれば、源則理の妻であったが、離婚して彰子後宮に出仕、藤原道長の召人となり、「(道長は)御こころざしありて思されければ、まことしう思しのたまはせたまひけるを、殿の上(源倫子)は『こと人ならねば』と思しゆるしてなむ」と倫子も黙認していたとある。紫式部と親しかった小少将の君の実姉である。
中宮彰子女房として後一条天皇誕生の際の迎え湯を担当。